# Liste der Bodendenkmale im gemeindefreien Gebiet Am Großen Rhode
In der Liste der Bodendenkmale im gemeindefreien Gebiet Am Großen Rhode sind alle Bodendenkmale des niedersächsischen gemeindefreien Gebiets Am großen Rhode aufgelistet. Die Quelle ist der Denkmalatlas Niedersachsen. * Diese Liste erhebt keinen Anspruch auf Vollständigkeit.
- Die Angaben ersetzen nicht die rechtsverbindliche Auskunft der zuständigen Denkmalschutzbehörde.
- Es sind nur Daten aus dem Denkmalatlas verarbeitet.
- Der Stand der Liste ist der 7. Juni 2025.

Am großen Rhode (GfG) im Landkreis Wolfenbüttel

## Allgemein
In den Spalten finden sich folgende Informationen des Bodendenkmales:
| Lage         | geographische Koordinaten                                                           |
| Bezeichnung  | Bezeichnung lt. Denkmalatlas                                                        |
| Beschreibung | Beschreibung lt. Denkmalatlas                                                       |
| ID           | Objekt-ID                                                                           |
| Bild         | Bild, ggf. zusätzlich mit Link zu weiteren Fotos im Medienarchiv Wikimedia Commons. |

## Am Großen Rhode
| Lage                         | Bezeichnung                   | Beschreibung | ID       | Bild |
| ---------------------------- | ----------------------------- | --- | -------- | ---- |
| 52° 11′ 46″ N, 10° 47′ 26″ O | Am Großen Rhode 2, Kreuzstein | Kreuzstein aus Kalkstein, H. 96 cm, Br. 30 cm, T. 34 cm; Gesamthöhe: 136 cm. Pfeilerförmig mit abgerundet quadratischem Querschnitt, zur Basis hin allmählich breiter werdend. Auf kleinem Erdhügel, Sockel tw. von Erdreich bedeckt. Auf einer Seitenfläche unterhalb des oberen Endes ein kleines lateinisches Kreuz eingemeißelt. Bereits 1676 urkundlich als „der Stein auf dem Großen Rhode“ erwähnt, ohne dass näher auf seine Bedeutung eingegangen wird. | 28954403 | BW   |